# Çiçekdağı
Çiçekdağı là một huyện thuộc tỉnh Kırşehir, Thổ Nhĩ Kỳ. Huyện có diện tích 803 km² và dân số thời điểm năm 2007 là 18038 người, mật độ 22 người/km².